# Cabo Bojeador (Filipinas)
El Cabo Bojeador se encuentra en el extremo noroeste de la isla de Luzón. Este accidente geográfico es la transición entre la costa oeste y la norte de la isla. En las antiguas cartas de navegación de los siglos XVII y XVIII, se lo conocía como Cabo Boxeador. Tenía gran importancia en los tiempos de la navegación a vela porque es el punto en el cual cambian los vientos dominantes. Era también muy peligroso por los naufragios que ocurrían en las aguas poco profundas que lo circundan.

## Características
Limita al sur con la ensenada de Diriqui y al norte con la bahía de Nagabungan, dos entradas de mar que definen su morfología: una saliente de contornos redondeados que se interna escasamente en las aguas del mar de la China Meridional. En antiguos tratados de navegación sus coordenadas geográficas se indicaban como: longitud 124°12', latitud 18°26'.
Con una altura de sólo 7 m cerca de la costa, el cabo asciende en dirección sudeste llegando a unos 92 m.

## El distrito
Jurisdiccionalmente se encuentra en la provincia de Ilocos Norte (Hilagang Ilokos en tagalo), en el municipio de Burgos (antiguamente Nagpartian ) y a unos 40 km de la capital del distrito, la ciudad de Laoag. En sus cercanías se encuentra el pequeño poblado de Paayas.

## Clima y vegetación

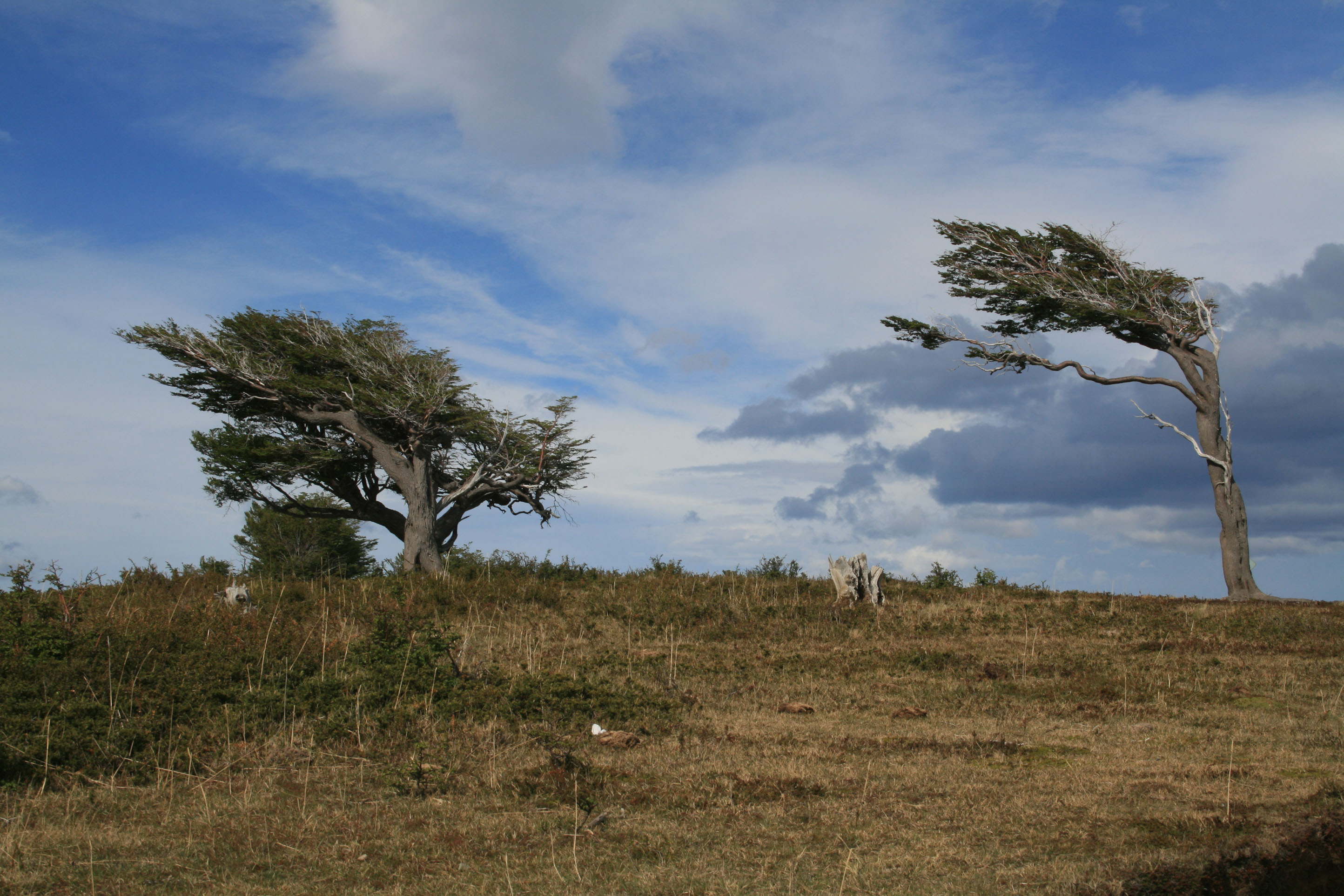
Árboles inclinados por los vientos.

El cabo Bojeador es afectado por el clima monzónico típico del norte de la isla de Luzón, con una estación seca de noviembre a abril y una estación lluviosa de mayo a octubre, ocasionalmente sufre los efectos de los grandes tifones provenientes del mar. Debido a los fuertes vientos que soplan constantemente el cabo se encuentra desprovisto de árboles, a diferencia de las tierras que lo circundan.

## El faro

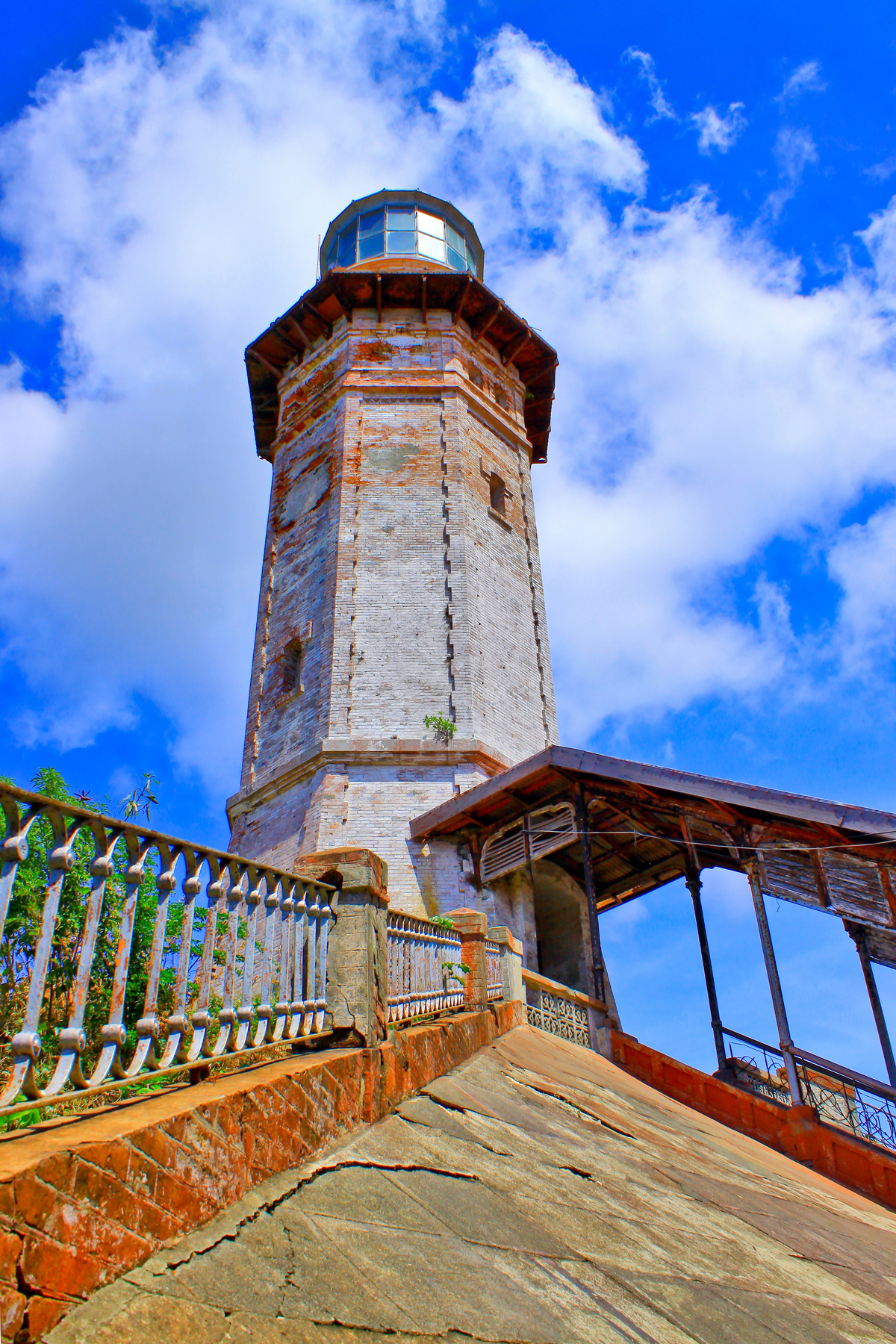
Faro del Cabo Bojeador.

En el extremo más elevado del cabo, la colina de Nagpartian se encuentra el faro del Cabo Bojeador, construido en 1892. Durante mucho tiempo fue de gran importancia para la navegación porque era el primer punto visible para los barcos que llegaban desde el norte y el oeste. Hoy se conserva como un legado histórico y es sitio de visitas turísticas. Todavía se enciende por las noches recordando su pasado histórico.